# 中村英夫 (土木工学者)
中村 英夫（なかむら ひでお、1935年12月15日 - ）は、日本の土木工学者。東京都市大学（旧・武蔵工業大学）名誉総長。日本における国土計画の第一人者。

## 来歴
1935年、京都府京都市に生まれる。東京大学卒業後帝都高速度交通営団（現在の東京地下鉄）に就職する。その後東京大学教授、武蔵工業大学（現・東京都市大学）教授などを歴任し、2004年より武蔵工業大学学長を務める。2013年に同学長職を降り、現・名誉総長。
CADや地理情報システム（GIS）の原型にあたるコンセプトの開発や土地利用・交通モデルの作成を行う。
2002年、内閣府に設置された「道路関係四公団民営化推進委員会」には7名の委員（通称「七人の侍」）のうちの一名として参加し、今井敬とともに通行料収入から建設を続行するよう主張した。
2012年（平成24年）春の叙勲で、教育研究への功労に対して瑞宝中綬章を受章。
2014年には外堀の水質改善などを掲げ「外堀再生構想プロジェクト」を立ち上げた。

## 略歴

### 学歴
- 同志社中学校、同志社高等学校 卒業[7]
- 1958年 東京大学工学部土木工学科 卒業

### 職歴
- 1958年 帝都高速度交通営団（現在の東京地下鉄） 就職
- 1962年 東京大学生産技術研究所 助手
- 1967年  シュトゥットガルト大学 客員講師、客員教授
- 1970年 東京工業大学工学部社会工学科 助教授
- 1977年 東京大学工学部土木工学科 教授
- 1996年 運輸政策研究所 所長、東京大学 名誉教授
- 1997年 武蔵工業大学（現・東京都市大学）環境情報学部 教授
- 2004年 武蔵工業大学 学長

### 学会活動
- 1984-1990年 日本写真測量学会会長[12]、現・名誉会員[13]
- 1994-1995年 土木学会会長[7][12]
- 1994-1997年 東アジア交通学会（英: Eastern Asia Society for Transportation Studies）会長[14]
- 1998-2001年 世界交通学会（英語版）会長[7][12]、現・名誉会員[15]

### 委員会活動
- 2003年- 日本学術会議 会員[16][17]
- （国土交通省）国土審議会、交通政策審議会、社会資本整備審議会の各会長代理[18]

## 受賞
- 1966年 土木学会奨励賞[4]
- 1982年 土木学会論文賞[19][20]
- 1985年  フィリップ・フランツ・フォン・ジーボルト賞[21]
- 1991年  ポーランド運輸大臣金勲章
- 1992年  リュミエール大学（英語版、フランス語版） 名誉博士
- 1997年 シュトゥットガルト大学名誉博士
- 2002年 土木学会技術開発賞
- 2004年 世界交通学会（英語版） Depuis賞
- 2004年 土木学会功績賞[4]
- 2005年 環境共生学術賞（著述賞）
- 2007年  第6回オイゲン・ウント・イルゼ・ザイボルト賞[22][23]
- 2010年 アジア土木工学功績賞（英: ACECC Civil Engineering Achievement Award）[8]
- 2012年 瑞宝中綬章[24][25]

## 主著書

### 編集・編著
- 中村英夫『国土調査―地域の調査と分析』技報堂出版〈新体系土木工学 50〉、1984年。ISBN 9784765511506。
- 土木学会『海外交通プロジェクトの評価』鹿島出版会、1986年。ISBN 978-4306022478。
- 中村英夫『都市と環境―現状と対策』ぎょうせい、1993年。ISBN 978-4324032725。
- 道路投資評価研究会『道路投資の社会経済評価』東洋経済新報社、1997年。ISBN 978-4492761007。

### 共編・共編著
- World Conference on Transport Research Society; Institute for Transport Policy Studies; Eds: Hideo Nakamura, Yoshitsugu Hayashi, Anthony D. May (2004). Urban Transport And The Environment: An International Perspective. Emerald Group Publishing. ISBN 978-0080445120
- 中村英夫、家田仁、東京大学社会基盤学教室『東京のインフラストラクチャー―巨大都市を支える』（2版）技報堂出版、2004年。ISBN 978-4765516464。
- 中村英夫、長澤光太郎、平石和昭、長谷川専『インフラストラクチャー概論 歴史と最新事例に学ぶこれからの事業の進め方』日経BP、2017年。ISBN 9784822200633。

### 共著
- 中村英夫、清水英範『測量学』技報堂出版、2000年。ISBN 978-4765515689。